# What is life?
What is life? The physical appearance of the living cell (Què és la vida? L'aspecte físic de la cèl·lula viva) és un llibre de ciència divulgatiu del 1944 escrit pel físic Erwin Schrödinger. Es basa en un curs de conferències públiques impartit per Schrödinger al febrer del 1943, sota els auspicis de l'Institut d'Estudis Avançats de Dublín en el Trinity College. Les conferències de Schrödinger se centraren en una pregunta important: "com poden la física i la química explicar els esdeveniments en l'espai i el temps que tenen lloc dins dels límits espacials d'un organisme viu?".

## Rerefons
Erwin Schrödinger va fugir d'Àustria el 1943 i el van contractar com a director del nou Institut d'Estudis Avançats d'Irlanda. El llibre es basa en conferències impartides al febrer del 1943 i es publicà el 1944. En aquest moment, l'ADN encara no s'acceptava com a portador d'informació hereditària, com va succeir després de l'Experiment de Hershey-Chase del 1952. Una de les branques més reeixides de la física llavors era la física estadística i la mecànica quàntica, una teoria que també és molt estadística en la seua naturalesa. El mateix Schrödinger és un dels fundadors de la mecànica quàntica.
El pensament de Max Delbrück sobre la base física de la vida fou una influència important en Erwin Schrödinger. Molt abans de la publicació de What is life?, el genetista i guanyador del Premi Nobel del 1946, Hermann Joseph Muller, publicà un article el 1922, "Variació a causa del canvi en el gen individual", que ja presentava totes les propietats bàsiques de l'"herència molecular" (llavors encara no se sabia que fos l'ADN) que Schrödinger derivaria el 1944 "a partir dels primers principis" en What is life? (incloent-hi l'"aperiodicitat" de la molècula), propietats que Muller especificà i refinà en el seu article del 1929 "El gen com a base de la vida" i durant la dècada dels 1930. A més a més, el mateix H. J. Muller escrigué en una carta del 1960 a un periodista sobre What is life? que tot el que l'assaig encertava sobre la "molècula hereditària" ja havia estat publicat abans del 1944 i que la formulació de Schrödinger era sols una especulació errònia. Muller també anomenà dos genetistes famosos (inclòs Delbrück) que coneixien totes les publicacions rellevants anteriors al 1944 i que havien estat en contacte amb Schrödinger abans del 1944. L'ADN, però, com la molècula de l'herència, esdevingué un tòpic sol després dels experiments de transformació de bacteris més importants d'Oswald Avery el 1944. Abans d'aquests experiments, les proteïnes s'hi consideraven els candidats més probables.
En l'assaig, Erwin Schrödinger introduïa la idea d'un "cristall aperiòdic" que contenia informació genètica en la seua configuració d'enllaços químics covalents. En la dècada dels 1950, aquesta idea estimulà l'entusiasme per descobrir la molècula genètica. Tot i que l'existència d'alguna forma d'informació hereditària s'havia plantejat com a hipòtesi des del 1869, la seua funció en la reproducció i la seua forma helicoïdal encara no es coneixien en el moment de la conferència d'Erwin Schrödinger. En retrospectiva, el cristall aperiòdic de Schrödinger es pot veure com una predicció teòrica ben raonada d'allò que els biòlegs haurien d'haver estat cercant durant la investigació del material genètic. Tant James Dewey Watson, com Francis Crick, que proposaren l'estructura de doble hèlix de l'ADN basada en els experiments de difracció de raigs X de Rosalind Franklin, donaren crèdit al llibre d'Erwin Schrödinger per presentar una descripció teòrica primerenca de com s'emmagatzemaria la informació genètica, i cadascú reconegué independentment l'assaig com una font d'inspiració per a les seues recerques inicials.
L'estudi, previst per a eixir editat el 1943, no es publicaria fins a l'any següent. A l'editorial catòlica de Dublín encarregada del projecte no li agradà l'epíleg que l'autor hi havia afegit, en què s'exposava la problemàtica sobre la unió del ser individual amb el ser universal segons la doctrina vedanta hinduista. El mateix Schrödinger, tot i que admetia que des del punt de vista del cristianisme això resultava "absurd i blasfem", considerava que mereixia la pena divulgar tals idees. Després de ser-li retornat l'original i cancel·lar-se el projecte malgrat estar feta la composició del text, l'obra finalment la va publicar l'editorial de la Universitat de Cambridge el 1944.

## Contingut
En el capítol I, Erwin Schrödinger explica que la majoria de lleis físiques en gran escala es deuen al caos en petita escala. Anomena aquest principi ordre del desordre. A tall d'exemple, parla de la difusió, que es pot modelar com un procés altament ordenat, però que és causat per un moviment aleatori d'àtoms o molècules. Si se'n redueix el nombre d'àtoms, el capteniment d'un sistema es fa més i més aleatori. Sosté que la vida depèn en gran manera de l'ordre, i que un físic ingenu pot assumir que el codi mestre d'un organisme viu ha de consistir en una gran quantitat d'àtoms.
En els capítols II i III, resumeix el que se sabia llavors sobre l'herència. El més important és que elabora la funció que exerceixen les mutacions en l'evolució. Conclou que el portador de la informació hereditària ha de ser petit en volum i permanent en el temps, i açò contradiu l'expectativa del físic ingenu. Aquesta contradicció no la pot resoldre la física clàssica.
En el capítol IV, Schrödinger parla de les molècules, que de fet són estables fins i tot si només consten de pocs àtoms, com la solució. Tot i que les molècules es coneixien abans, la seua estabilitat no es podia explicar per la física clàssica, sinó per la naturalesa discreta de la mecànica quàntica. A més a més, les mutacions es vinculen directament a salts quàntics.
Continua explicant, en el capítol V, que els sòlids vertaders, que són també permanents, són cristalls. L'estabilitat de les molècules i els cristalls es deu als mateixos principis, i una molècula es podria dir "el germen d'un sòlid". Un sòlid amorf, d'altra banda, que no té estructura cristal·lina, ha de considerar-se un líquid amb una viscositat molt alta. Schrödinger creu que el material hereditari és una molècula que, a diferència d'un cristall, no es repeteix pas. L'anomena un cristall aperiòdic. La seua naturalesa aperiòdica li permet codificar un nombre quasi infinit de possibilitats amb una quantitat petita d'àtoms. En acabant, compara aquesta imatge amb els fets coneguts i la hi troba d'acord.
En el capítol VI, Schrödinger diu:
   "... la matèria viva, tot i que no eludeix les "lleis de la física" com estan establertes fins hui, és probable que involucre "altres lleis de la física" fins ara desconegudes, que, tanmateix, una vegada revelades, en formaran una part tan integral de la ciència com les primeres."
Sap que aquesta afirmació està oberta a un concepte erroni i tracta d'aclarir-ho. El principi involucrat en l'"ordre del desordre" és el segon de la termodinàmica, segons el qual l'entropia només augmenta en un sistema tancat (com l'univers). Schrödinger explica que la matèria viva evadeix la descomposició per l'equilibri termodinàmic i manté homeostàticament l'entropia negativa; hui aquesta quantitat es denomina informació en un sistema obert.
En el capítol VII, l'autor afirma que l'"ordre de l'ordre" no és totalment nou per a la física; més encara, és fins i tot més simple i plausible. Però la natura segueix l'"ordre del desordre", amb excepcions com ara el moviment dels cossos celestes i el capteniment de dispositius mecànics com ara els dels rellotges. Fins i tot, però, aquells estan influenciats per forces tèrmiques i de fricció. El grau en què un sistema funciona de manera mecànica o estadística depén de la temperatura. Si s'escalfa, un rellotge deixa de funcionar perquè es desfà. A l'inrevés, si la temperatura s'acosta al zero absolut, qualsevol sistema es comporta com més va més mecànicament. Alguns sistemes s'acosten a aquest capteniment mecànic prou ràpidament, perquè la temperatura ambient és quasi equivalent al zero absolut.
Erwin Schrödinger acaba aquest capítol i l'assaig amb especulacions filosòfiques sobre el determinisme, el lliure albir i el misteri de la consciència humana. Intenta "veure si podem traure la conclusió correcta i no contradictòria d'aquestes dues premisses: (1) El meu cos funciona com un mecanisme pur en harmonia amb les lleis de la natura; i (2) Així i tot, sé, per experiència directa, que estic dirigint els seus moviments, dels quals preveig els efectes, que poden ser fatídics i de summa importància, i en aquest cas em sent i me'n responsabilitze. L'única inferència possible d'aquests dos fets és creure, en el sentit més ampli del mot, qualsevol ment conscient que alguna vegada haja dit o sentit "jo", que soc la persona, si n'hi ha, que controla el "moviment dels àtoms" d'acord amb les lleis de la natura".
Erwin Schrödinger afirma més tard que aquesta idea no és nova i que Upanishads considerà aquesta visió d'"ATHMAN = BRAHMAN" per a "representar la quinta essència de les idees més fondes sobre els fets del món". Schrödinger rebutja la idea que la font de la consciència haja de morir amb el cos perquè la troba "desagradable". També desaprova la idea que hi haja moltes ànimes immortals que poden existir sense el cos perquè creu que la consciència, però, és molt dependent del cos. Escriu que, per a conciliar-ne les dues premisses:
"L'alternativa possible hi és mantenir en l'experiència immediata que la consciència és un singular del qual es desconeix el plural; que sols hi ha una unitat i que el que sembla una pluralitat és una sèrie d'aspectes d'aquesta única cosa ..."
Qualsevol intuïció que la consciència és plural, diu l'autor, és una il·lusió. Erwin Schrödinger simpatitza amb el concepte hindú de Braman, pel qual la consciència de cada individu és sols una manifestació d'una consciència unitària que impregna l'univers, que correspon al concepte hindú de Déu. Schrödinger conclou que "... "jo" soc la persona que controla el "moviment dels àtoms" d'acord amb les lleis de la natura". Tanmateix, també qualifica la conclusió com a "necessàriament subjectiva" en les seues "implicacions filosòfiques". En el paràgraf final, remarca que el que s'entén per "jo" no és la recopilació de fets experimentats sinó "el llenç sobre el qual es recullen". Si un hipnotitzador arriba a esborrar totes les reminiscències anteriors, diu, no hi hauria pèrdua de l'existència personal: "tampoc no n'hi haurà".

## La "paradoxa" de Schrödinger
En un món dominat pel segon principi de la termodinàmica, s'espera que tots els sistemes aïllats s'acosten a un estat de màxim desordre. Com que la vida s'hi apropa i manté un estat altament ordenat, alguns expliquen que açò sembla violar el segon principi, la qual cosa implica que n'hi ha una paradoxa. Tanmateix, com que la biosfera no és pas un sistema aïllat, no n'hi ha paradoxa. L'augment d'ordre dins d'un organisme està més que saldat per un augment del desordre fora d'aquest organisme, per la pèrdua de calor en l'ambient. Per aquest mecanisme, el segon principi es compleix i la vida manté un estat altament ordenat, que sosté en provocar un augment net del desordre en l'univers. Per a augmentar la complexitat en la Terra, com ho fa la vida, cal energia lliure i, en aquest cas, la proporciona el Sol.